# یواس‌اس الیوت (دی‌دی-۹۶۷)
یواس‌اس الیوت (دی‌دی-۹۶۷) (به انگلیسی: USS Elliot (DD-967)) یک کشتی بود که طول آن 529 ft (161 m) waterline; 563 ft (172 m) overall بود. این کشتی در سال ۱۹۷۴ ساخته شد.